# Lippenteller

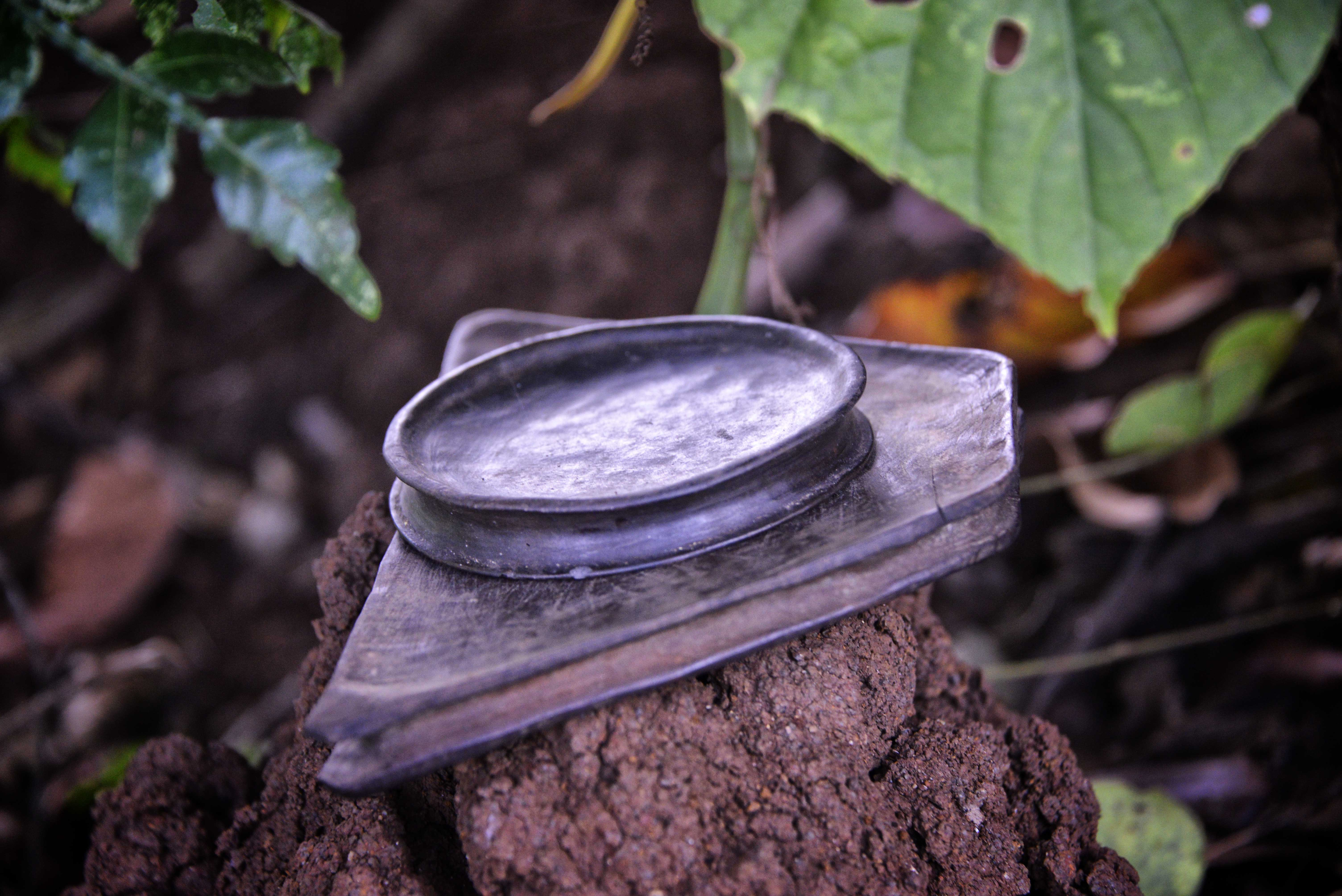
Lippenteller der Surma

Ein Lippenteller ist ein Hilfsmittel für die Formung von Tellerlippen, die dem Schönheitsideal verschiedener afrikanischer und amerikanischer Ethnien entsprechen.

## Afrika
Beim äthiopischen Volk der Mursi wird die Unterlippe aufgeschnitten und langsam gedehnt, indem immer größere Tonteller eingesetzt werden. Auf dieselbe Art werden häufig die Ohrläppchen verziert. Ein besonders großer Lippenteller wird hoch angesehen. Frauen werden daher ab dem 20. Lebensjahr einige Zähne ausgeschlagen, die Unterlippen durchbohrt und ein Jahr lang aufgedehnt, bis sie ihre endgültige Größe haben.
Heute ist das Tragen des Lippentellers für Mursis sowohl eine kulturelle Tradition als auch eine Verdienstmöglichkeit. Die Zunahme des Tourismus in Äthiopien verdeutlichte den Mursifrauen, wie bemerkenswert Lippenteller für überwiegend westliche Reisende sind. Ihre Feldarbeit verlor zunehmend an Bedeutung und wurde durch eine lohnendere Tätigkeit als Objekte der Erinnerungsfotografie ersetzt. So ziehen sich die Mursifrauen schnell ihre Lippenteller ein, sobald Touristen in ihre Gegend kommen. Im Alltag tragen sie den Lippenteller selten. Manche Forscher glauben, dass diese Tradition ursprünglich dazu diente, sie für arabische Sklavenjäger unattraktiv zu machen.
Für einen Mursi-Mann liegt die Schönheit in der Größe der Tellerlippe seiner Frau. Je größer, am besten im Durchmesser von 15 Zentimetern, desto mehr Respekt kann die Frau erwarten.

## Amerika
Die Zo’é, Indigene im Amazonas-Gebiet, tragen Unterlippenpflöcke aus weißem Holz. Dieser Brauch hat sich vermutlich als Reaktion auf die Bedrohung durch feindliche Stämme entwickelt, denn er führte dazu, dass die dadurch entstellten Frauen für Feinde unattraktiv wurden. Für die
Zo’é selbst wurden sie aber zum Schönheitsmerkmal und Zeichen ihrer Stammeszugehörigkeit.

## Ethnien mit Tellerlippen
Zu den Völkern, die bekannt dafür sind, dass ihre Angehörigen Lippenteller verwenden, gehören unter anderem die
- Botokudo-Frauen und -Männer in Brasilien
- Kayapo in Brasilien
- Kichepo in Äthiopien
- Makonde in Tansania und Mosambik
- Mursi-Frauen in Äthiopien
- Sara-Frauen im Tschad
- Surma-Frauen in Äthiopien
- Suyá-Männer in Brasilien
- Tlingit in Alaska

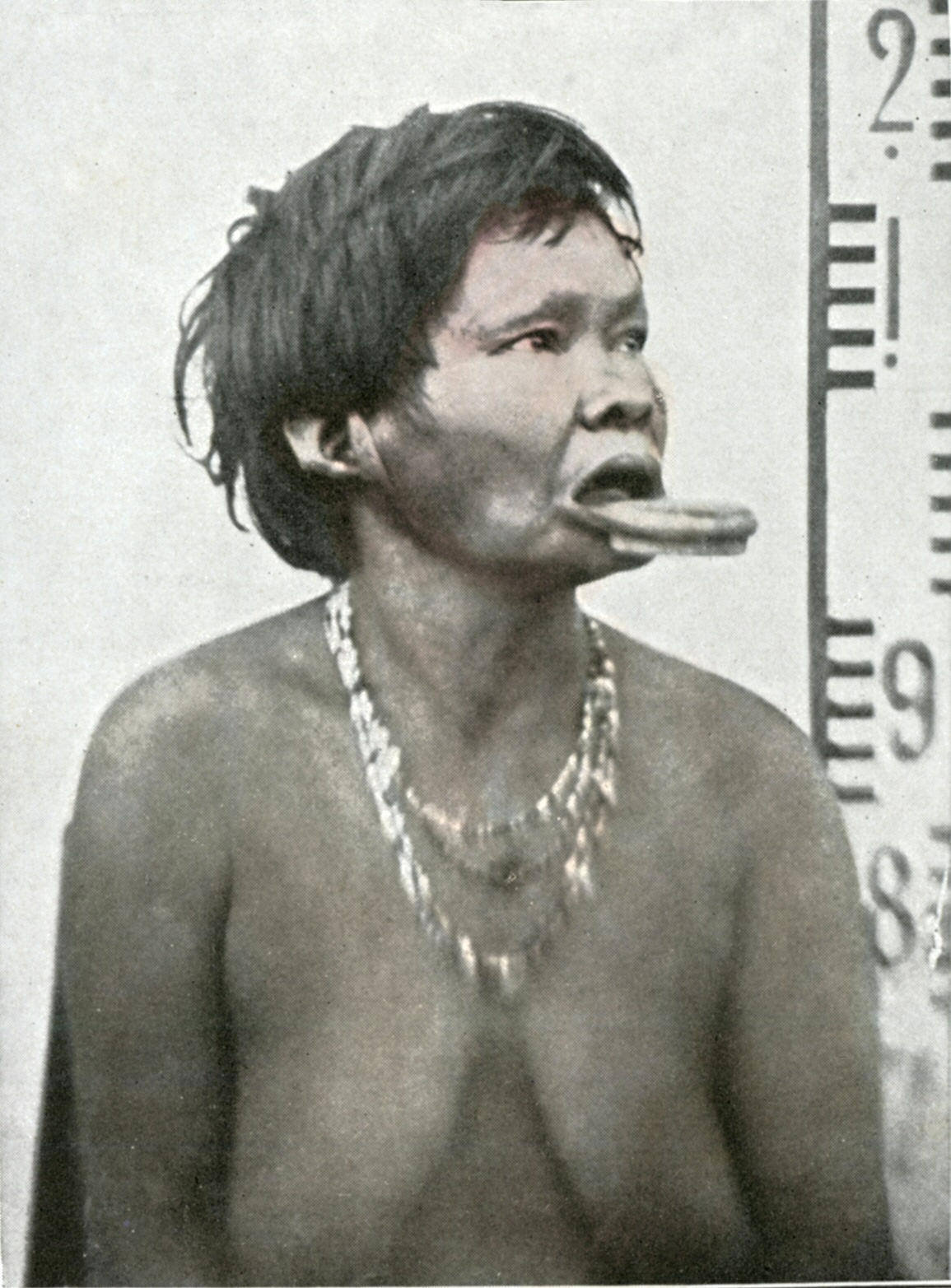
Botokuden-Frau mit Lippenpflock
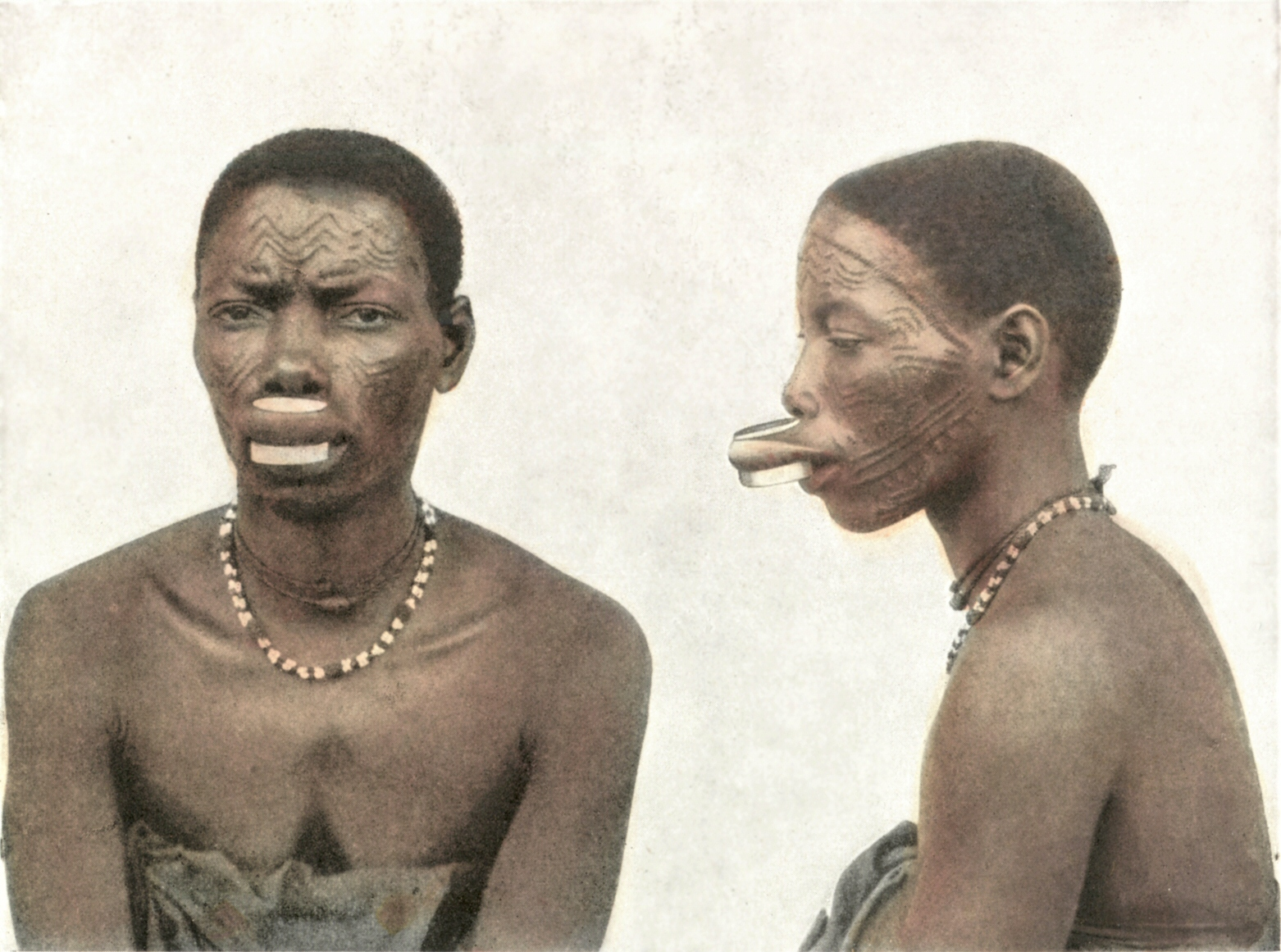
Makonde-Frau mit Ziernarben und Lippenteller in der Oberlippe
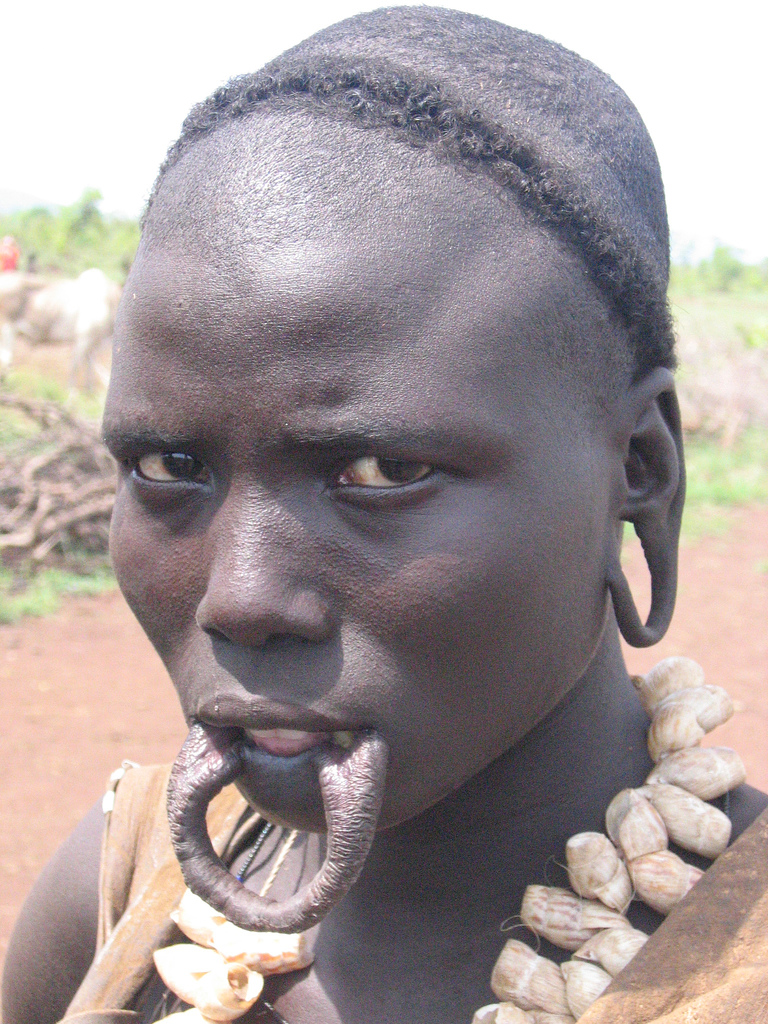
Mursi-Frau ohne Lippen- und Ohrläppchenteller
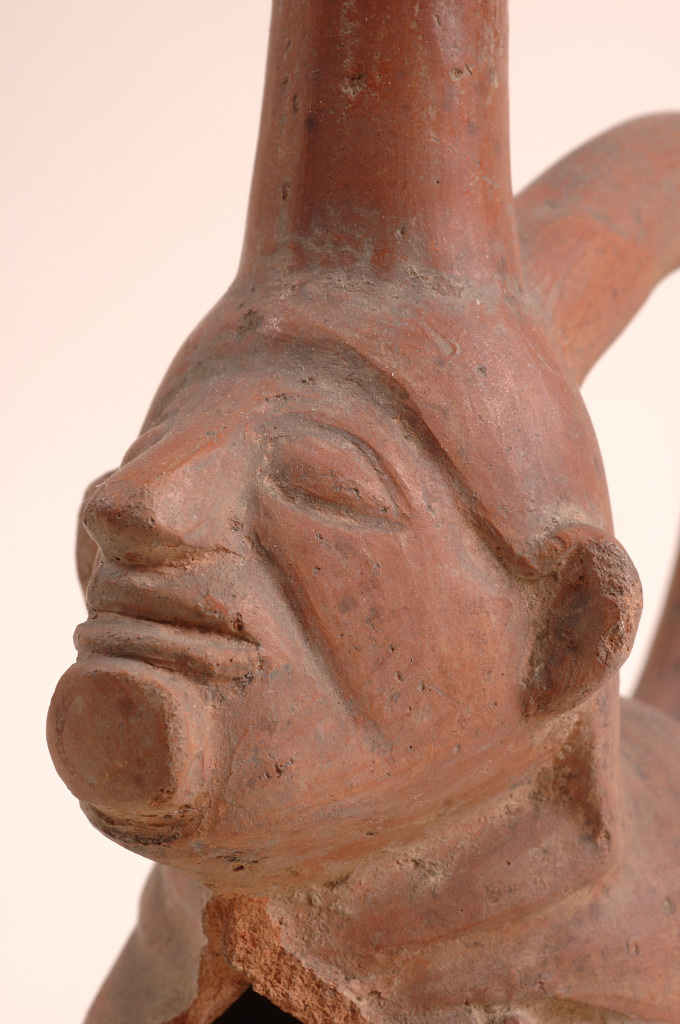
Tonfigur der Mochica-Kultur mit Lippenteller

## Bekannte Personen mit Lippenteller
- Raoni Metuktire